# Jeanne de Valois-Saint-Rémy
Jeanne de Saint-Rémy de Valois et de Luz, född 22 april 1756 i Fontette, Aube, död 23 augusti 1791 i London, "grevinna"  de La Motte, fransk bedragare.
De La Motte var dotter till en avsigkommen lantadelsman, som härstammade från kung Henrik II:s oäkta son, Henri de Saint-Rémy. Hon upptogs som åttaårig tiggare i markisinnan de Boulainvilliers beskydd och erhöll, sedan hennes förnäma härkomst styrkts, 1776 en liten pension av Ludvig XVI.
Hon rymde ett par år senare från klostret Longchamps, där hon uppfostrats, och gifte sig 1780 med Marc-Antoine Nicolas de La Motte, född 1754, en gendarmofficer i Lunéville, som, trots att han tillhörde lågadeln, antagit grevetitel. Genom sin första beskyddare blev La Motte i Strasbourg bekant med kardinal Louis de Rohan, som skaffade hennes man fullmakt som kapten à la suite vid ett dragonregemente. Samma år slog sig det äkta paret ner i Paris, där "grevinnan" genom diverse konster försökte tränga sig in vid hovet för att, med stöd av sin härkomst från huset Valois, försöka erhålla några av släktens jordegendomar, som kommit i kronans ägo. Hon lyckades emellertid endast skaffa sig ett tillfälligt understöd av madame Elisabet, kungens syster, samt fick genom dennas bemedling sin pension ökad.
Dock förstod hon att inge sin delvis mycket äventyrliga omgivning den föreställningen, att hon emottogs och stod i gunst vid hovet, samt lurade genom löften om "protektion" av flera personer större eller mindre penningsummor. Dessa bedrägerier kulminerade i den beryktade halsbandsprocessen, vars offer blev kardinal de Rohan och än mer - indirekt - drottning Marie-Antoinette; se därom halsbandsprocessen. Dömd för bedrägeri (31 maj 1786) och offentligen piskad och brännmärkt (21 juni samma år), lyckades La Motte 5 juni 1787 fly från fängelset La Salpêtrière och begav sig till England, dit hennes make och medbrottsling genast vid bedrägeriets upptäckt satt sig i säkerhet. Förföljda av franska polisagenter, hamnade de där i elände. La Motte avled 23 augusti 1791 av följderna av ett fall från tredje våningen ned på gatan; hennes man återvände till Frankrike och dog på en asyl i Paris i november 1831.
Såväl hennes Mémoires justificatis (1788-89) och självbiografi, Vie de Jeanne de Valois, comtesse de La Motte, (1791), som makens Mémoires (utgiven av Lacour 1858) är som historiska källor ytterst otillförlitliga. Jämför Funck-Brentano, L'affaire du collier (1901).

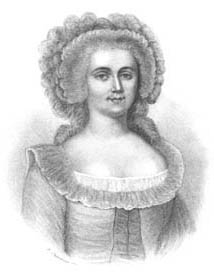
Jeanne de Valois-Saint-Rémy, Grevinnan La Motte, målad av okänd konstnär.